# 김보슬
김보슬은 대한민국의 문화방송(MBC)의 제작 연출 프로듀서로 시사 제작 담당이다. 2003년 입사하여, 2009년 '제21회 한국PD대상 올해의 PD상'을 수상하였다.

## 개요
2008년 4월 29일, 문화방송(MBC)의 〈PD수첩〉, “미국산 쇠고기, 과연 광우병에서 안전한가?”를 연출하여 사회적으로 큰 반향을 일으켰다. 이 프로그램은 이춘근 PD와 이중각 PD와 모두 함께 공동 연출 및 제작하였으며, 미국에 직접 가서 취재를 하기도 하였다.
이 방송과 관련하여 이춘근 PD가 2009년 3월 25일 체포당하였으며, 같은 날 김보슬 PD의 수색 영장으로 법적인 관계가 없는 약혼자의 집까지 심야인 23시에 수색하여 불법 수색 논란을 일으켰다.
2009년 4월 15일 결혼을 4일 앞두고 〈미국산 쇠고기 수입〉과 관련된 명예훼손 내용으로 체포되었다. 이날 PD연합회는 "애시 당초 <PD수첩>의 미국산 쇠고기 수입 관련 방송을 두고 '명예훼손'이라며 검찰이 수사를 벌이는 것 자체가 희대의 코미디였다"으며 "검찰은 엉뚱한 꼬투리만 잡고 언론플레이나 일삼았을 뿐 다우너 소가 광우병과 무관하다는 증거를 내놓지 못했고, 정부협상단이 잘된 협상을 했다는 수사결과도 내놓지 못했다. 수사를 접어야 마땅함에도 검찰은 김보슬 PD마저 잡아가고 말았다"고 비난했다.

## 같이 보기
- 2008년 대한민국의 촛불 시위
- 한미 자유 무역 협정
- PD수첩의 미국산 쇠고기 관련 보도(이른바 광우뻥 관련 왜곡 파장)
- 2008년 대한민국 미국산 쇠고기 수입 협상 논란